# The Last Days of American Crime
The Last Days of American Crime ist ein US-amerikanischer Heist-Movie aus dem Jahr 2020 des Regisseurs Olivier Megaton. Es basiert auf der gleichnamigen Graphic Novel von Rick Remender und Greg Tocchini.

## Handlung
In naher Zukunft plant die US-Regierung, die völlig aus dem Ruder gelaufene Kriminalität auf dem Gebiet der Vereinigten Staaten ein für alle Mal zu beseitigen. Dazu soll eine starke Wellenemission eingesetzt werden, die durch Interaktion mit dem Gehirn das Ausüben von Gesetzesübertretungen unmöglich macht. Gleichzeitig verhindert der Staat mit militärischer Gewalt, dass US-Amerikaner das Land verlassen können.
Der Bankräuber Graham Bricke muss während eines Banküberfalls die Wirkung des Signals erleben, weswegen der Bankraub schlief läuft. Er belügt den Gangsterboss Rossi Dumois, dass er und sein Team kein Geld erbeuten konnten, um mit der Beute nach Kanada zu fliehen, wird aber von einem Mitglied seines Teams verraten. Er foltert einen Mann namens Sidell, um herauszufinden, wer der Verräter war. Anschließend lässt er Sidell in einer Explosion zurück und tötet den Verräter. In einer Kneipe kauft er von einem (Rausch-)Gifthändler ein starkes Neurotoxin und wird von Shelby Dupree verführt. Später stellt sich heraus, dass Shelby die Verlobte von Kevin Cash, des Sohns von Rossi Dumois ist. Kevin berichtet, dass er Zeuge war, wie Brickes Bruder im Gefängnis von Wärtern ermordet wurde. Jetzt soll Bricke den Tod seines Bruders rächen, indem er sich an einem großen Raubzug beteiligt, bevor der Staat das Signal einschaltet. Kevin und Shelby haben den Coup bereits weitgehend ausgearbeitet. Sie planen eine staatliche Gelddruckerei zu überfallen. Gleichzeitig soll der für diese Gegend zuständige Sendeturm für das Signal sabotiert werden, der gleichzeitig auch die amerikanisch-kanadische Grenze abdeckt und so auch einen Fluchtweg ermöglicht.
Bricke reißt die Planung des Coups an sich und findet heraus, dass sich zurzeit weit mehr Geld in dem Gebäude befindet als von Kevin und Shelby vermutet, nämlich rund eine Milliarde US-Dollar in neuen und gebrauchten Scheinen. Er heuert seinen Bekannten Ross als Fahrer an. Durch eine Amnestie-Regelung haben Verbrecher die Möglichkeit, illegal erworbenes Geld gegen legales Geld einzutauschen. Dazu druckt Shelby 5 Millionen US-Dollar Falschgeld. Bricke beginnt eine Affäre mit Shelby und findet heraus, dass diese durch Bedrohung ihrer jüngeren Schwester vom FBI erpresst wird, den Coup zu verraten.
Bei der Beschaffung von Sprengstoff tötet Kevin Cash seinen Vater, Bricke wird später vom Leibwächter von Rossi Dumois gefangen genommen und gefoltert, um ihm den Aufenthaltsort von Kevin zu verraten. Shelby, die ebenfalls gefangen genommen wurde, gibt sich als Verlobte von Kevin zu erkennen, um die Folter zu beenden, doch der Leibwächter überlasst Bricke an Sidell, der die Explosion überlebt hat und sich jetzt an Bricke rächen will. Bricke kann aber von Ross gerettet werden und die beiden nehmen die Verfolgung auf und befreien Shelby.
Am Tag des Starts des Signals läuft der Überfall so wie geplant: Bricke verschafft sich Zutritt zur Gelddruckerei, indem er im Rahmen des Amnestie-Programms das Falschgeld abgibt. Gleichzeitig schmuggelt er Kevin ebenfalls in die Bank. Währenddessen entführt Ross einen Geldtransporter und verschafft sich damit ebenfalls Zugang zur Druckerei. Shelby hingegen verführt den technischen Leiter des entsprechenden Sendeturms, der die Gelddruckerei und die kanadische Grenze abdeckt, und hackt sich in das System ein, um es auszuschalten. Bricke, Ross und Kevin beladen den Geldtransporter und fliehen aus der Gelddruckerei in eine Lagerhalle, um dort das Geld umzuladen.
Dort erschießt Kevin plötzlich Ross und eröffnet Bricke, dass er im Gefängnis ständig dem Signal ausgesetzt wurde, um gegen Brickes Bruder zu kämpfen und es so gelernt hat, das Signal auszuschalten. Er war es auch, der Brickes Bruder umgebracht hat. In der Zwischenzeit wurde das Signal wieder aktiviert und Shelby von einem Polizisten gefangen genommen. Bricke ist nicht in der Lage, Kevin zu töten und wird von diesem schwer verwundet. Bevor er Bricke töten kann, wird Kevin jedoch von zwei FBI-Beamten erschossen. Die beiden lassen Bricke zum Sterben zurück, doch Bricke nimmt das vorher gekaufte Neurotoxin ein, um die Wirkung des Signals auszuschalten. Bricke tötet die beiden FBI-Beamten und macht sich mit dem Geldtruck auf dem Weg, Shelby zu befreien. Gemeinsam fliehen die beiden nach Kanada, doch Bricke stirbt kurze Zeit später an seinen Verletzungen. Shelby beginnt mit ihrer Schwester ein neues Leben in Kanada.

## Produktion und Veröffentlichung
Am 27. Juli 2018 wurde bekannt gegeben, dass Édgar Ramírez als Berufskrimineller Graham Bricke in der Krimi-Thriller-Verfilmung des Comics The Last Days of American Crime von Rick Remender spielt. Der Film wird von Jesse Berger, Jason Michael Berman, Barry Levine und Kevin Turen produziert. Im Oktober 2018 wurde bekannt gegeben, dass Anna Brewster, Michael Pitt und Sharlto Copley im Film mitspielen.
Die Dreharbeiten zum Film begann am 6. November 2018 und es wurde in Kapstadt und Johannesburg in Südafrika gedreht.
The Last Days of American Crime wurde am 5. Juni 2020 auf Netflix veröffentlicht. Auf Netflix war es in den ersten Woche in den Toplisten.

## Synchronisation
Für die deutschsprachige Synchronisation war die FFS Film- & Fernseh-Synchron verantwortlich. Die Dialogregie führte Cay-Michael Wolf und das Dialogbuch schrieb Benjamin Peter.
| Rolle          | Schauspieler   | Synchronsprecher     |
| -------------- | -------------- | -------------------- |
| Graham Bricke  | Édgar Ramírez  | Torben Liebrecht     |
| Shelby Dupree  | Anna Brewster  | Giuliana Jakobeit    |
| Kevin Cash     | Michael Pitt   | Johannes Raspe       |
| William Sawyer | Sharlto Coplay | Matthias Deutelmoser |
| Lonnie French  | Brandon Auret  | Torsten Michaelis    |
| Ross King      | Tamer Bujaq    | Paul Matzke          |
| Avery Dupree   | Tiyler Kriel   | Moira May            |
| Carl Wrightson | Johann Vermaak | Tom Radisch          |

## Kritiken
Auf der Webseite Rotten Tomatoes erhielt der Film eine Bewertungsskala von 0 Prozent basierend auf 43 Reviews und eine negative Bewertung von 2,60/10. Der Konsens der Kritiker der Website lautet: „Dieses Verbrechen ist eine Bestrafung.“ Metacritic verlieh dem Film eine negative Punktzahl von 15 von 100, basierend auf 12 Kritikern, was auf „überwältigende Abneigung“ hinweist.
Der Filmdienst schreibt der Action-Thriller bringe „kaum Interesse für sein Überwachungsstaats-Szenario auf, kann aber auch nicht als schlichtes Heist-Movie überzeugen“. Weiter heißt es der „arg bemühte Stilwille“ produziere, „wie der unnötig breit ausgewalzte Plot und die ungelenke Inszenierung der Action, vornehmlich Langeweile“.